# Золотая медаль имени В. М. Бехтерева
Золотая медаль имени В. М. Бехтерева — научная награда Российской академии наук. Присуждается Отделением физиологии (ОФ) Российской академии наук за выдающиеся работы в области психофизиологии.
Премия названа в честь выдающегося русского невропатолога, психиатра и физиолога, основоположника рефлексологии и патопсихологии в России академика В. М. Бехтерева (1857—1927).

Внешний вид медали
Обратная сторона медали

## Награждённые учёные
Источник:
- 1992 — доктор психологических наук Я. А. Пономарёв — за цикл работ по психологии творчества, проблемам развития интеллекта, методологическим проблемам психологии.
- 1997 — академик Н. П. Бехтерева — за цикл работ по исследованиям нейрофизиологических основ высших психических функций головного мозга человека.
- 2002 — доктор медицинских наук Ю. В. Попов — за совокупность работ по подростковой психиатрии и психофизиологии, в том числе аддиктивных проблем.
- 2007 — член-корреспондент РАН А. М. Иваницкий — за цикл работ по физиологическим основам восприятия, мышления, внимания и сознания человека.
- 2012 — академик С. В. Медведев — за цикл работ «Функциональная организация мышления».
- 2017 — доктор медицинских наук Н. Г. Незнанов — за серию работ по психофизиологии психических расстройств
- 2022 — доктор медицинских наук Ю. А. Бубеев — за цикл работ по психофизиологии деятельности лиц опасных профессий